# Polish Centre of Mediterranean Archaeology
Das Polish Centre of Mediterranean Archaeology (internationale Abkürzung PCMA, vollständiger polnischer Name Centrum Archeologii Śródziemnomorskiej im. Kazimierza Michałowskiego UW, deutsch: Zentrum für Mittelmeerarchäologie) ist eine Forschungseinrichtung der Universität Warschau, die zur Archäologie des Mittelmeerraumes forscht. Das PCMA ist die zentrale Forschungseinrichtung für polnische archäologische Projekte im Ausland.
Das Zentrum existiert unter seinem heutigen Namen seit 1990. Seine Hauptziele sind die Organisation, Durchführung und Koordinierung der archäologischen Forschung im nordöstlichen Afrika, im Nahen Osten und auf Zypern. Dazu zählt auch die Konservierung und Restaurierung der dort entdeckten Bauten und Denkmäler.
Das Zentrum ist in mehrere Bereiche unterteilt, die sich mit unterschiedlichen historischen Epochen beschäftigen. Die Arbeiten umfassen die prähistorische Zeit, alle Epochen der antiken Mittelmeerkulturen, die Spätantike sowie das arabische frühe Mittelalter. Zu den Aufgaben des Zentrums gehören nicht nur die Durchführung von Feldforschung, sondern auch die Dokumentation der Funde, die Veröffentlichung der Forschungsergebnisse und die Archivierung der Grabdokumentation. Die polnische Forschungsstation in Kairo ist Teil des Zentrums.

## Geschichte
Das Zentrum setzt die Arbeit des Archäologen und Ägyptologen Kazimierz Michałowski fort, der 1959 das erste polnische archäologische Institut für die Archäologie des Niltales in Kairo gründete.

## Missionen und Forschungsprojekte
Das Zentrum leitet insgesamt 28 archäologische Missionen und Forschungsprojekte (Stand von 2012). Sowohl die detaillierten Angaben zum Umfang der Missionsarbeiten als auch jährliche Kurzpublikationen werden in Form eines wissenschaftlichen Newsletters auf der Webseite des Zentrums veröffentlicht.

### Ägypten
- Polish-Egyptian Archaeological and Restoration Mission to Kom el-Dikka in Alexandria
- Polish Archaeological Mission in Marina el-Alamein
- Polish-Egyptian Restoration Mission in Marina el-Alamein
- Polish Archaeological Mission in Marea
- Polish-Slovakian Archaeological Mission in Tell el-Retaba
- Polish Archaeological Mission in Tell el-Farkha
- The Tell el-Farkha “Golden Mission”
- Polish-Egyptian Archaeological Mission in Saqqara
- Polish Archaeological Mission in Naqlun (Deir el Malaq Ghubrail)
- Polish-Egyptian Archaeological and Restoration Mission to the Temple of Queen Hatshepsut in Deir el-Bahari
- Polish-French Epigraphic Mission to the Temple of Queen Hatshepsut in Deir el-Bahari
- The Tuthmosis III Temple Mission in Deir el-Bahari
- Polish Archaeological Mission in Sheikh Abd el-Gurna (Coptic hermitage)
- Polish Conservation Mission “Gurna Manuscripts”
- Polish Epigraphic Mission in the Tomb of Ramesses VI
- The Berenike Project: Polish–American Mission to Berenike and the Eastern Desert
- Dakhleh Oasis Project (D.O.P.): Petroglyph Unit

### Sudan
- Polish Archaeological Mission in Old Dongola
- Polish–Sudanese Archaeological Mission in Banganarti and Selib
- The Early Makuria Research Project between the 3rd and 4th Cataract

### Syrien
- Polish Archaeological Mission in Tell Qaramel
- Polish–Syrian Archaeological Mission in Tell Arbid
- The Polish–Syrian "Palmyra Tariff" Mission in Palmyra

### Libanon
- Polish-Lebanese Archaeological Mission in Jiyeh (Porphyreon)
- Polish-Lebanese Restoration Mission to the Church in Kfar Helda
- Polish-Lebanese Restoration Mission to the Church in Mar Elias near Btina in Beirut

### Zypern
- Polish Archaeological Mission in Kato Paphos

### Kuwait
- The Kuwaiti–Polish Archaeological Mission

## Publikationen
Das Zentrum publiziert Zeitschriften und Monografien, in denen die Ergebnisse der Grabungen und der Arbeiten, die von den Missionen des Zentrums geführt werden, beschrieben werden.

### Zeitschriften
- Polish Archaeology in the Mediterranean (PAM)
- Studia Palmyreńskie

### Serien
- PAM Monograph Series
- PCMA Excavation Series

## Konferenzen
Seit einigen Jahren ist das Zentrum an der Organisation der Konferenz „Polen am Nil“ beteiligt, die die Ergebnisse der Grabarbeiten aller polnischen in Ägypten arbeitenden Missionen präsentiert. Zusammen mit anderen organisierte das Zentrum im Frühling 2012 den 8th International Congress on the Archaeology of the Ancient Near East (ICAANE), die wichtigste und meistbesuchte archäologische Konferenz zu diesem Thema.